# Amokfahrt in Zhuhai 2024
Die Amokfahrt in Zhuhai war ein Amoklauf am 11. November 2024, bei dem der Täter mit einem SUV in eine Menschenmenge auf der Trainingsstrecke des Zhuhai Sports Center in Zhuhai, Guangdong, China, 35 Menschen tötete und 43 weitere verletzte. Der Fahrer versuchte nach diesem Vorfall Selbstmord zu begehen, indem er sich selbst mit einem Messer verletzte. Jedoch wurde er in Gewahrsam genommen und in ein Krankenhaus gebracht. Als Tatmotiv wurde Wut über eine kürzlich erfolgte Scheidungsvereinbarung angegeben.
Videos und Berichte über den Angriff wurden online zensiert. Einzelheiten dazu wurden erst am nächsten Tag veröffentlicht, eine Verzögerung, die auf chinesischen sozialen Medienplattformen heftige Kritik hervorrief.
Die Amokfahrt in Zhuhai 2024 ist die tödlichste Amokfahrt in China seit der Amokfahrt in Ürümqi im Mai 2014.

## Tatablauf

Eine Karte des Sportzentrums, wobei der Weg, den der Fahrer über die Laufstrecke nahm, rot markiert wird.

Am 11. November 2024 gegen 19:48 Uhr (GMT+8) fuhr ein Mann mit einem SUV mit 70 bis 80 km/h auf das Gelände des Zhuhai-Sportzentrums. Zu diesem Zeitpunkt trainierten hier etwa 300 Personen auf der Laufstrecke. Ein Augenzeuge gab zu Protokoll, dass das SUV auf der Laufstrecke in Schlangenlinien fuhr und dabei viele Menschen erfasste.
Laut einem Zeugen waren die meisten Opfer Menschen mittleren oder höheren Alters in Trainingsgruppen. Einige Opfer trugen Sportuniformen einer örtlichen Trainingsgruppe. Normalerweise liefen sechs oder sieben Gruppen mit Musik jedem Tag durch den Sportkomplex. Die laute Musik könnte die anfänglichen Geräusche des Angriffs gedämpft haben, sodass den Menschen kaum Zeit zum Reagieren blieb.
Der Architekt, der das Sportzentrum entworfen hatte, sagte Lianhe Zaobao, dass Fahrzeuge auf der Strecke, die rundherum mit Steinpollern und Zäunen ausgestattet ist, nicht erlaubt seien. Er vermutete, dass der Täter von der anderen Seite des Stadions in das Areal gefahren war.
Am 12. November teilte die Polizei von Zhuhai mit, dass der Angriff 35 Tote und 43 Verletzte gefordert habe. Am 13. November teilte das chinesische Außenministerium mit, dass sich unter den Opfern keine Ausländer befänden.
Der 62-jährige Autofahrer bzw. Täter, dessen Name mit Fan Weiqiu (樊维秋) angegeben wurde, wurde nach der Amokfahrt verhaftet und in einem öffentlichen Gerichtsverfahren durch ein Gericht in Zhuhai am 27. Dezember 2024 zum Tode verurteilt.
Am 20. Januar 2025 wurde das Todesurteil vollstreckt.